# Ryan Fosso
Donfack Ryan Gloire Fosso Ymefack, noto semplicemente come Ryan Fosso (Lugano, 17 giugno 2002), è un calciatore svizzero, centrocampista del Fortuna Sittard.

## Carriera

### Club
Cresciuto nel settore giovanile di Bulle, Friburgo, Central Friburgo e Young Boys, nel 2022 viene acquistato dal Vaduz, società del Liechtenstein militante nella seconda divisione svizzera, con la quale partecipa anche alla UEFA Europa Conference League 2022-2023.

### Nazionale
Ha giocato nelle nazionali giovanili svizzere Under-20 ed Under-21.

## Statistiche

### Presenze e reti nei club
Statistiche aggiornate al 15 settembre 2022.
| Stagione        | Squadra         | Campionato      | Campionato | Campionato | Coppe nazionali | Coppe nazionali | Coppe nazionali | Coppe continentali | Coppe continentali | Coppe continentali | Altre coppe | Altre coppe | Altre coppe | Totale | Totale |
| Stagione        | Squadra         | Comp            | Pres       | Reti       | Comp            | Pres            | Reti            | Comp               | Pres               | Reti               | Comp        | Pres        | Reti        | Pres   | Reti   |
| --------------- | --------------- | --------------- | ---------- | ---------- | --------------- | --------------- | --------------- | ------------------ | ------------------ | ------------------ | ----------- | ----------- | ----------- | ------ | ------ |
| 2022-2023       | Vaduz           | ChL             | 30         | 1          |                 | -               | -               | UECL               | 7                  | 0                  |             | -           | -           | 37     | 1      |
| Totale carriera | Totale carriera | Totale carriera | 30         | 1          |                 | -               | -               |                    | 7                  | 0                  |             | -           | -           | 37     | 1      |

## Palmarès

### Club

#### Competizioni nazionali
- Coppa del Liechtenstein: 2

Vaduz: 2022-2023, 2023-2024